# 孔洙
孔洙（1228年—1287年），字思鲁，号存斋。宋朝时衢州人，祖籍曲阜。孔子五十三代孫，孔玠玄孙，孔搢曾孙，孔文遠之孙，孔萬春之子。

## 生平
淳祐元年（1241年）宋理宗授他为承奉郎，袭封衍圣公。宋度宗咸淳二年（1266年），通判信州，权军州事。南宋灭亡，不仕元朝。元世祖至元十九年（1282年），元朝议立孔子后，查明“孔氏子孙寓衢者乃其宗子”。以寓衢者为大宗，召赴朝廷，欲其回曲阜袭封奉祀。孔洙以先世庙墓在衢州，不忍离去，让爵位于曲阜宗弟孔治，请求朝廷准其留居衢州，奉祀先祖守护陵庙。而且以母亲年老，要求南归。元世祖称道他“宁违荣而不违亲，真圣人之后”。元世祖准其所请，并授孔洙承务郎、国子监祭酒兼提举浙东学校事，还给他护持陵庙的玺书和俸禄，后任奉训大夫，儒学提举。六十一岁时，孔洙去世，无子嗣，族子孔思许（孔若古八世孙）奉祀，成为孔子後裔南宗嫡裔。
| 前任： 孔萬春 | 南宋南宗衍圣公 1241年—1282年 | 繼任： 让爵给北宗孔治 |

## 参看
- 孔子
- 孔子世家大宗世系
- 孔氏南宗
- 孔子世家大宗世系图
- 孔子世家南宗北宗世系图